# Edith Ceccarelli
Edith "Edie" Ceccarelli (Willits, Kalifornia, 1908. február 5. – 2024. február 22.) amerikai szupercentenárius. 116 évesen ő volt a legidősebb ember az Amerikai Egyesült Államokban, egyben a második legidősebb élő ember a világon.

## Élete
Ceccarelli Agostino és Maria Recagno olasz bevándorlók hét gyermeke közül ő volt a legidősebb. Apja famunkás volt, aki lóval és kocsival is árusított élelmiszereket, mielőtt 1916-ban boltot nyitott Willitsben.
Ceccarelli idős koráig rendszeresen táncolt, és önállóan élt. 107 éves kora után idősek otthonába költözött. 114 éves koráig tudott járni. Demenciája volt.

## Családja
1933-ban feleségül vette Elmer Keenan és Santa Rosába költöztek. Örökbe fogadtak egy lányt és 1971-ben visszaköltöztek Willitsbe. 1984-ben meghalt a férje, ő pedig feleségül ment Charles Ceccarellihez, akivel annak haláláig, 1990-ig élt együtt.
Ceccarelli túlélte hat testvérét, két férjét, egy lányát és három unokáját.

## Fordítás
Ez a szócikk részben vagy egészben  az   Edith Ceccarelli című angol Wikipédia-szócikk ezen változatának fordításán alapul.  Az eredeti cikk szerkesztőit annak laptörténete sorolja fel. Ez a jelzés csupán a megfogalmazás eredetét és a szerzői jogokat jelzi, nem szolgál a cikkben szereplő információk forrásmegjelöléseként.